# گذرگاه حیات وحش

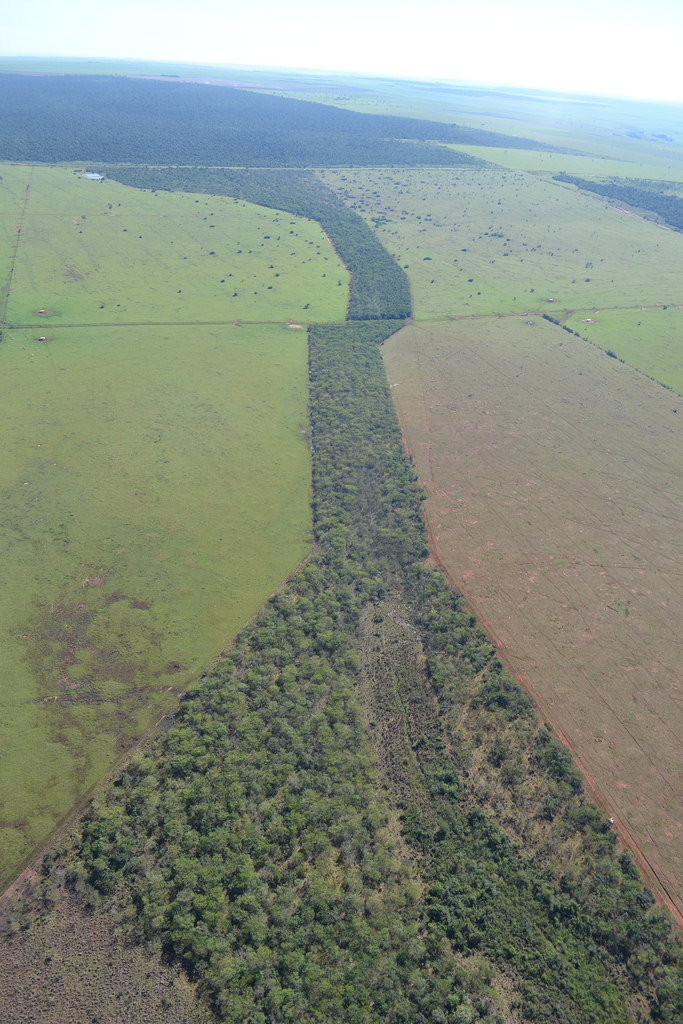
گذرگاه جنگلی سبز در برزیل

گذرگاه حیات وحش (به انگلیسی: Wildlife corridor)، گذرگاه زیستگاهی، یا گذرگاه سبز ناحیه‌ای از زیستگاه است که جمعیت‌های حیات وحش را به هم متصل می‌کند که توسط فعالیت‌ها یا ساختارهای انسانی (مانند جاده‌ها، توسعه یا قطع درختان) از هم جدا شده‌اند. این امکان تبادل افراد بین جمعیت‌ها را فراهم می‌کند، که ممکن است به جلوگیری از اثرات منفی هم‌خونی و کاهش تنوع ژنتیکی (از طریق رانش ژنتیکی) که اغلب در جمعیت‌های جداشده رخ می‌دهد، کمک کند. راهروها همچنین ممکن است به تسهیل استقرار دوبارهٔ جمعیت‌هایی که به دلیل آشفتگی تصادفی (مانند آتش‌سوزی یا بیماری) کاهش یافته یا حذف شده‌اند، کمک کنند. این ممکن است به‌طور بالقوه برخی از بدترین اثرات تکه‌تکه‌شدن زیستگاه را تعدیل کند، که در آن شهرنشینی می‌تواند مناطق زیستگاه را تقسیم کند و باعث شود تا جانوران هم زیستگاه طبیعی خود را از دست بدهند و هم توانایی جابجایی بین مناطق را برای استفاده از همه منابعی که برای بقا نیاز دارند از دست بدهند. تکه‌تکه شدن زیستگاه به دلیل توسعه انسانی یک تهدید فزاینده برای تنوع زیستی است، و گذرگاه‌های زیستگاه یک بهسازی احتمالی هستند.